# Liste der Länderspiele der deutschen Futsalnationalmannschaft (U19-Junioren)
Die nachfolgende Liste enthält alle Länderspiele der deutschen Futsalnationalmannschaft der U19-Junioren, die der Deutsche Fußball-Bund (DFB) im September 2023 auf einer Präsidiumssitzung in gegründet hat.
| Nr. | Datum      | Erg. |   | Austragungsort                 | Anlass                             | Bemerkungen                     |
| --- | ---------- | ---- | - | ------------------------------ | ---------------------------------- | ------------------------------- |
| 1   | 07.01.2023 | 4:2  | H | DFB-Campus                     | Testspiel                          | Erstes Länderspiel, erster Sieg |
| 2   | 08.01.2023 | 1:1  | H | DFB-Campus                     | Testspiel                          | Erstes Unentschieden            |
| 3   | 19.01.2023 | 3:3  | * | Sportski centar Jane Sandanski | UEFA U19-Futsal EURO-Qualifikation | Erstes Pflichtspiel             |
| 4   | 20.01.2023 | 3:3  | * | Sportski centar Jane Sandanski | UEFA U19-Futsal EURO-Qualifikation |                                 |